# Gustavo Sotelo
Gustavo Sotelo (16 marzo 1968) è un ex calciatore paraguaiano, di ruolo centrocampista.

## Palmarès

### Club

#### Competizioni internazionali
- Copa de Oro: 1

Cruzeiro: 1995